# Эватт, Герберт Вир
Герберт Вир Эватт (англ. Herbert Vere Evatt; 30 апреля 1894, Мейтленд (Новый Южный Уэльс) — 2 ноября 1965, Канберра) — австралийский политик, дипломатический и государственный деятель, председатель Генеральной Ассамблеи ООН (1948—1949). Министр юстиции и иностранных дел Австралийского Союза (1941—1949), лидер Австралийской лейбористской партии (1951—1960). Королевский адвокат, юрист, судья Верховного суда Австралии (1930—1940), генеральный прокурор Австралии. Член Тайного совета Великобритании. Доктор права (1924).

## Биография
Англо-ирландского происхождения. Образование получил в Сиднейском университете (1918), доктор права (1924). Во время учёбы избирался президентом студенческого совета, был редактором его литературного журнала «Гермес», в 1915 году был отмечен премией по философии за эссе «Либерализм в Австралии». Как юрист работал в основном по профсоюзной линии и трудовым спорам. В 1925—1930 годах — член парламента Законодательного собрания Нового Южного Уэльса от лейбористов. В 1930 году был назначен членом Верховного суда Австралии. В 1940 году избран депутатом Палаты представителей по списку АЛП. 

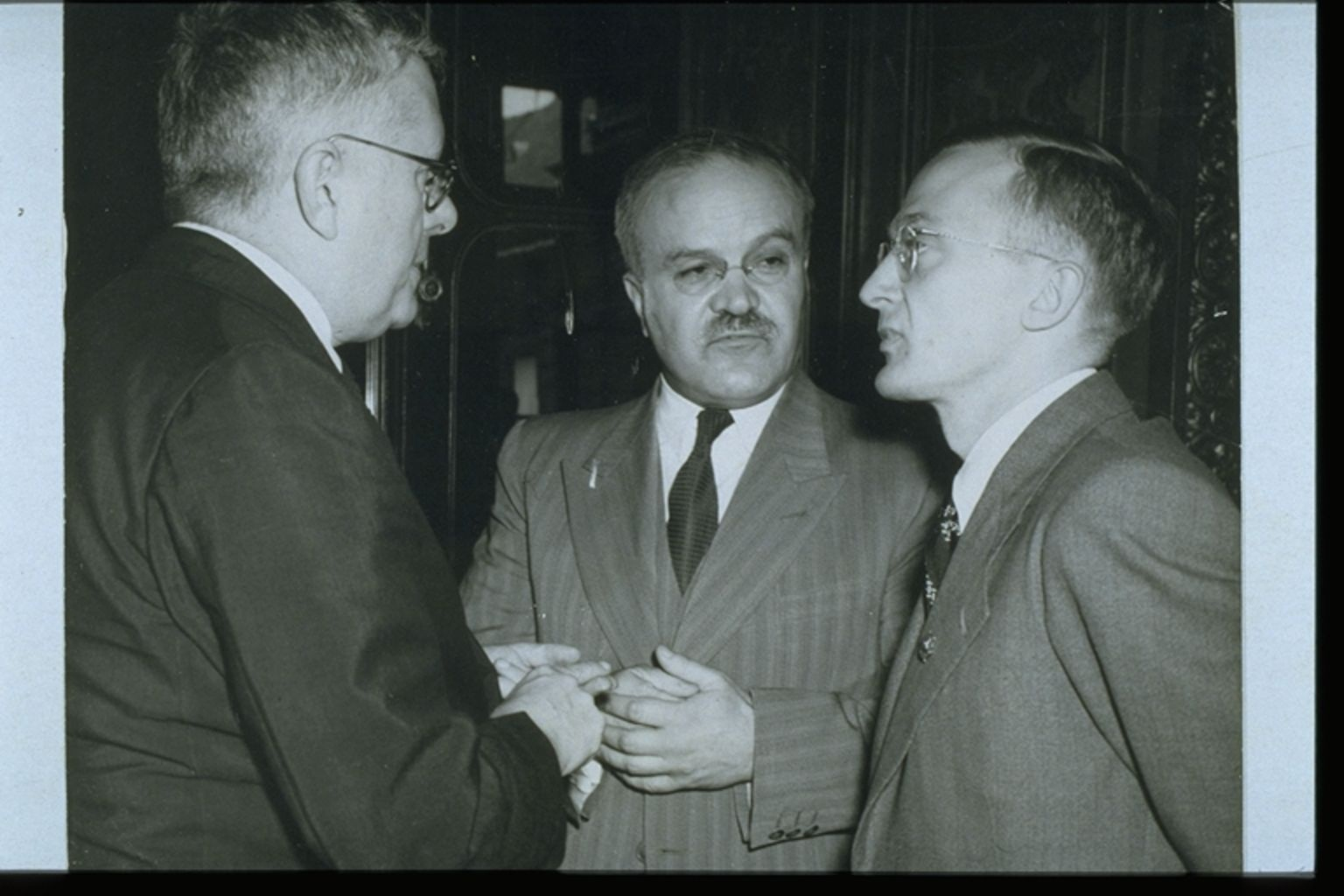
Министр иностранных дел Австралии Герберт Вир Эватт, советский министр иностранных дел В. М. Молотов и представитель советского посольства А. П. Павлов во время визита Молотова в Великобританию в 1942 году для подписания 20-летнего Пакта о взаимопомощи

В 1941 году — генеральный прокурор и министр иностранных дел внешних связей страны при премьер-министре Джоне Кёртине, сохранил эти посты и при Бене Чифли вплоть до поражения партии на выборах 1949 года. С 1946 года также был заместителем премьер-министра. Убеждённый сторонник укрепления независимости Австралии от Великобритании и её самостоятельной роли на международной арене, Эватт по должности состоял представителем Австралии в «военном кабинете» Уинстона Черчилля, а также в Совете по войне на Тихом океане. 
Активно выступал в поддержку ООН и участвовал в её создании, стремясь добиться равноправия для крупных и меньших стран посредством предоставления даже и последним права вето и установления международного контроля за атомной энергией. С 21 сентября 1948 по 20 сентября 1949 года был председателем Генеральной Ассамблеи ООН. Участвовал в разработке Всеобщей декларации прав человека и Плана ООН по разделу Палестины.
С 1951 года вновь был членом австралийского парламента в Палате представителей. В 1951—1960 годах — Лидер оппозиции Австралии (после смерти Чифли).
Ушёл из политики в 1960 году и занял пост главного судьи Нового Южного Уэльса (с 15 февраля 1960 по 24 октября 1962). 
В 1950 году выдвигался Лауреатом Нобелевской премии мира.

## Произведения
Г. В. Эватт — автор мемуаров, книг по истории рабочего движения и ромового бунта, юридических сочинений, статей по крикету. В числе его работ:
- H. V. Evatt, Australian Labour Leader: The Story Of W.A. Holman and the Labour Movement, 1954
- H. V. Evatt, The King and His Dominion Governors, 1936
- H. V. Evatt, Injustice within the Law. A study of the case of the Dorsetshire Labourers, 1937
- H. V. Evatt, The Royal Prerogative, 1930 (this was his LLD thesis)
- H. V. Evatt, Rum Rebellion: A Study of the Overthrow of Governor Bligh by John Macarthur and the New South Wales Corps, 1943